# Effectifs de la Coupe du monde de rugby à XV 1987

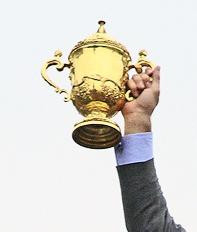
La coupe William Webb Ellis

Cet article présente les effectifs de la Coupe du monde de rugby à XV 1987 des seize sélections qui disputent la compétition en Nouvelle-Zélande du 22 mai au 20 juin 1987. Chaque équipe donne initialement une liste de trente joueurs. Celle-ci peut être amendée au fur et à mesure de la compétition si des blessures surviennent.

## Poule A

### Angleterre
| Entraîneur | Entraîneur             | Martin Green                                            |
| Avants     | Pilier                 | Gareth Chilcott, Paul Rendall, Jeff Probyn, Gary Pearce |
| Avants     | Talonneur              | Graham Dawe, Brian Moore                                |
| Avants     | Deuxième ligne         | Wade Dooley, Steve Bainbridge, Nigel Redman             |
| Avants     | Troisième ligne aile   | Gary Rees, Peter Winterbottom, Jon Hall                 |
| Avants     | Troisième ligne centre | Dean Richards, David Egerton                            |
| Arrières   | Demi de mêlée          | Richard Hill, Richard Harding                           |
| Arrières   | Demi d'ouverture       | Rob Andrew, Peter Williams, Huw Davies                  |
| Arrières   | Centre                 | Fran Clough, Jamie Salmon, Kevin Simms                  |
| Arrières   | Ailier                 | Rory Underwood, Mike Harrison (capitaine), Mark Bailey  |
| Arrières   | Arrière                | Jon Webb, Marcus Rose                                   |

### Australie
| Entraîneur | Entraîneur             | Alan Jones                                                        |
| Avants     | Pilier                 | Mark Hartill, Cameron Lillicrap, Andy McIntyre, Enrique Rodríguez |
| Avants     | Talonneur              | Tom Lawton, Mark McBain                                           |
| Avants     | Deuxième ligne         | Bill Campbell, Steve Cutler, Ross Reynolds                        |
| Avants     | Troisième ligne aile   | David Codey, Jeff Miller, Simon Poidevin                          |
| Avants     | Troisième ligne centre | Troy Coker, Steve Tuynman                                         |
| Arrières   | Demi de mêlée          | Nick Farr-Jones, Brian Smith                                      |
| Arrières   | Demi d'ouverture       | Steve James (rugby à XV), Michael Lynagh                          |
| Arrières   | Centre                 | Michael Cook, Anthony Herbert, Brett Papworth, Andrew Slack       |
| Arrières   | Ailier                 | Matt Burke, David Campese, Peter Grigg                            |
| Arrières   | Arrière                | Roger Gould, Andrew Leeds                                         |

### États-Unis
| Entraîneur | Entraîneur             | George Hook                                                      |
| Avants     | Pilier                 | Fred Paoli, Rick Bailey, Neal Brendel, Butch Horwath             |
| Avants     | Talonneur              | Pat Johnson, John Everett                                        |
| Avants     | Deuxième ligne         | Kevin Swords, Ed Burlingham (captaine), Bob Causey, Bill Shiflet |
| Avants     | Troisième ligne aile   | Blane Warhurst, Gary Lambert, Steve Finkel, Tony Ridnell         |
| Avants     | Troisième ligne centre | Brian Vizard,                                                    |
| Arrières   | Demi de mêlée          | Mike Saunders, Dave Dickson, John Mickel                         |
| Arrières   | Demi d'ouverture       | Joe Clarkson, Mike Caulder, Dave Horton                          |
| Arrières   | Centre                 | Roy Helu, Tommy Vinnick, Kevin Higgins, Denis Shanagher          |
| Arrières   | Ailier                 | Gary Hein, Tony Purcell                                          |
| Arrières   | Arrière                | Ray Nelson                                                       |

### Japon
| Entraîneur | Entraîneur             | Katsumi Miyaji                                                                 |
| Avants     | Pilier                 | Masaharu Aizawa, Toshitaka Kimura, Koji Yasumi, Koji Horaguchi, Tsutomu Hirose |
| Avants     | Talonneur              | Tsuyoshi Fujita                                                                |
| Avants     | Deuxième ligne         | Toshiyuki Hayashi (C), Atsushi Oyagi, Yoshihiko Sakuraba, Seiji Kurihara       |
| Avants     | Troisième ligne aile   | Katsufumi Miyamoto, Yasuharu Kawase                                            |
| Avants     | Troisième ligne centre | Sinali Latu, Michihito Chida                                                   |
| Arrières   | Demi de mêlée          | Hisataka Ikuta, Mitsutake Hagimoto                                             |
| Arrières   | Demi d'ouverture       | Katsuhiro Matsuo, Seiji Hirao                                                  |
| Arrières   | Centre                 | Eiji Kutsuki, Kojiro Yoshinaga                                                 |
| Arrières   | Ailier                 | Shinji Onuki, Minoru Okidoi, Nofomuli Taumoefolau, Toshiro Yoshino             |
| Arrières   | Arrière                | Shogo Mukai, Daijiro Murai                                                     |

## Poule B

### Canada
| Entraîneur | Entraîneur             | Gary Johnston                                         |
| Avants     | Pilier                 | Eddie Evans, Ross Breen, Bill Handson, Randy McKellar |
| Avants     | Talonneur              | Mark Cardinal, Karl Svoboda                           |
| Avants     | Deuxième ligne         | Ro Hindson, Hans de Goede (c), Ron van den Brink      |
| Avants     | Troisième ligne aile   | Bruce Breen, Roy Radu, Rob Frame                      |
| Avants     | Troisième ligne centre | Glen Ennis                                            |
| Arrières   | Demi de mêlée          | Ian Stuart, Dave Tucker                               |
| Arrières   | Demi d'ouverture       | Ian Hyde-Lay, Gareth Rees                             |
| Arrières   | Centre                 | Steve Gray, Paul Vaesen, Tom Woods                    |
| Arrières   | Ailier                 | John Lecky, Spence McTavish, Pat Palmer               |
| Arrières   | Arrière                | Mark Wyatt                                            |

### Pays de Galles
| Entraîneur | Entraîneur             | Tony Gray                                                                                      |
| Avants     | Pilier                 | Steven Blackmore, Dai Young, Anthony Buchanan, Jeff Whitefoot, Stuart Evans,                   |
| Avants     | Talonneur              | Alan Phillips, Kevin Phillips, Billy James                                                     |
| Avants     | Deuxième ligne         | Dick Moriarty (capitaine), Paul Moriarty, Phil Davies, Bob Norster, Huw Richards, Steve Sutton |
| Avants     | Troisième ligne aile   | Richie Collins, Richard Webster                                                                |
| Avants     | Troisième ligne centre | Gareth Roberts                                                                                 |
| Arrières   | Demi de mêlée          | Robert Jones, Ray Giles                                                                        |
| Arrières   | Demi d'ouverture       | Jonathan Davies, Malcolm Dacey                                                                 |
| Arrières   | Centre                 | Mark Ring, Bleddyn Bowen, Kevin Hopkins                                                        |
| Arrières   | Ailier                 | Ieuan Evans, John Devereux, Glen Webbe, Mark Titley, Adrian Hadley                             |
| Arrières   | Arrière                | Paul Thorburn                                                                                  |

### Irlande
| Entraîneur | Entraîneur             | Syd Millar et Jim Davidson                                            |
| Avants     | Pilier                 | Philip Orr, J.J. McCoy, Job Langbroek, Des Fitzgerald                 |
| Avants     | Talonneur              | John MacDonald, Terry Kingston, Steve Smith                           |
| Avants     | Deuxième ligne         | Jim Glennon, Donal Lenihan (capitaine), Neil Francis, Willie Anderson |
| Avants     | Troisième ligne aile   | Phillip Matthews, Derek McGrath, Paul Collins, Nigel Carr             |
| Avants     | Troisième ligne centre | Brian Spillane                                                        |
| Arrières   | Demi de mêlée          | Michael Bradley, Tony Doyle                                           |
| Arrières   | Demi d'ouverture       | Paul Dean, Tony Doyle                                                 |
| Arrières   | Centre                 | Brendan Mullin, Mike Kiernan, David Irwin                             |
| Arrières   | Ailier                 | Trevor Ringland, Keith Crossan                                        |
| Arrières   | Arrière                | Hugo MacNeill, Phillip Rainey                                         |

### Tonga
| Entraîneur | Entraîneur             | Prince Mailefihi                                                            |
| Avants     | Pilier                 | Hakatoa Tupou, Latu Va'eno, Takai Makisi, Viliami Lutua, Soakai Motu'apuaka |
| Avants     | Talonneur              | Amone Fungavaka                                                             |
| Avants     | Deuxième ligne         | Kasi Fine, Polutele Tuihalamaka, Mofuike Tu'ungafasi                        |
| Avants     | Troisième ligne aile   | Fakahau Valu (capitaine), Taipaleti Tu'uta                                  |
| Avants     | Troisième ligne centre | Sione Tahaafe, Kini Fotu, Maliu Filise                                      |
| Arrières   | Demi de mêlée          | Manu Vunipola, Talai Fifita                                                 |
| Arrières   | Demi d'ouverture       | Lemeki Vaipulu, Talia'uli Liava'a                                           |
| Arrières   | Centre                 | Asa Amone, Alamoni Liava'a, Samiu Mohi                                      |
| Arrières   | Ailier                 | Soane Asi, Quddus Fielea, Talanoa Kitekei'aho                               |
| Arrières   | Arrière                | Tali Ete'aki, Liueli Fusimalohi                                             |

## Poule C

### Argentine
| Entraîneur | Entraîneur             | Héctor Silva (en) et Ángel Guastella                           |
| Avants     | Pilier                 | Hugo Torres, Diego Cash, Luis Molina, Fernando Morel           |
| Avants     | Talonneur              | Serafin Dengra, Julio Clement                                  |
| Avants     | Deuxième ligne         | Gustavo Milano, Roberto Cobelo, Eliseo Branca, Sergio Carossio |
| Avants     | Troisième ligne aile   | Jorge Allen, José Mostany, Alejandro Schiavio                  |
| Avants     | Troisième ligne centre | Gabriel Travaglini                                             |
| Arrières   | Demi de mêlée          | Fabio Gomez, Martín Yangüela, Marcelo Faggi                    |
| Arrières   | Demi d'ouverture       | Julián Manuele, Hugo Porta (capitaine)                         |
| Arrières   | Centre                 | Fabián Turnes, Rafael Madero                                   |
| Arrières   | Ailier                 | Marcelo Campo, Diego Cuesta Silva, Juan Lanza, Pedro Lanza     |
| Arrières   | Arrière                | Sebastian Salvat, Guillermo Angaut                             |

### Fidji
| Entraîneur | Entraîneur             | Jo Sovau                                                        |
| Avants     | Pilier                 | Peni Volavola, Sairusi Naituku                                  |
| Avants     | Talonneur              | Mosese Taga, Salacieli Naivilawasa, Rusiate Namoro, Epeli Rakai |
| Avants     | Deuxième ligne         | Ilaitia Savai, Jioji Cama, Aisake Nadolo                        |
| Avants     | Troisième ligne aile   | Livai Kididromo, Samu Vunivalu, Manasa Qoro, Apisai Nagata      |
| Avants     | Troisième ligne centre | Koli Rakoroi (C), John Sanday, Peceli Gale                      |
| Arrières   | Demi de mêlée          | Paulo Nawalu, Pauliasi Tabulutu                                 |
| Arrières   | Demi d'ouverture       | Elia Rokowailoa                                                 |
| Arrières   | Centre                 | Sirilo Lovokuro, Epineri Naituku, Tom Mitchell, Kaiava Salusalu |
| Arrières   | Ailier                 | Jimi Damu, Kavekini Nalaga, Tomasi Cama                         |
| Arrières   | Arrière                | Severo Koroduadua Waqanibau                                     |

### Italie
| Entraîneur | Entraîneur             | Marco Bollesan                                                                       |
| Avants     | Pilier                 | Giancarlo Pivetta, Stefano Romagnoli, Guido Rossi, Tito Lupini, Giancarlo Cucchiella |
| Avants     | Talonneur              | Giorgio Morelli, Antonio Galeazzo                                                    |
| Avants     | Deuxième ligne         | Antonio Colella, Franco Berni, Mauro Gardin                                          |
| Avants     | Troisième ligne aile   | Mario Pavin, Guido Zanon, Piergianni Farina, Raffaele Dolfato, Giuseppe Artuso       |
| Avants     | Troisième ligne centre | Marzio Innocenti (C)                                                                 |
| Arrières   | Demi de mêlée          | Fulvio Lorigiola, Alessandro Ghini                                                   |
| Arrières   | Demi d'ouverture       | Oscar Collodo, Rodolfo Ambrosio                                                      |
| Arrières   | Centre                 | Fabio Gaetaniello, Stefano Barba, Sergio Zorzi                                       |
| Arrières   | Ailier                 | Massimo Cuttitta, Massimo Mascioletti                                                |
| Arrières   | Arrière                | Daniele Tebaldi, Serafino Ghizzoni                                                   |

### Nouvelle-Zélande
Ci-dessous, le groupe de joueurs néo-zélandais sélectionnés pour la compétition. Initialement nommé capitaine, le talonneur Andy Dalton ne dispute pas une rencontre de la compétition à cause d'une blessure contractée durant la préparation. Il est remplacé par David Kirk pour le capitanat mais fait partie du groupe champion du monde.
Les noms des joueurs ci-dessous en gras indiquent les joueurs qui ont joué la finale.
| Entraîneur | Entraîneur             | Brian Lochore                                                   |
| Avants     | Pilier                 | John Drake, Richard Loe, Steve McDowall                         |
| Avants     | Talonneur              | Andy Dalton , Sean Fitzpatrick                                  |
| Avants     | Deuxième ligne         | Albert Anderson (en), Murray Pierce, Gary Whetton               |
| Avants     | Troisième ligne aile   | Mark Brooke-Cowden (en), Andy Earl, Michael Jones, Alan Whetton |
| Avants     | Troisième ligne centre | Zinzan Brooke, Buck Shelford                                    |
| Arrières   | Demi de mêlée          | Bruce Deans (en), David Kirk                                    |
| Arrières   | Demi d'ouverture       | Frano Botica, Grant Fox                                         |
| Arrières   | Centre                 | Bernie McCahill, Joe Stanley, Warwick Taylor                    |
| Arrières   | Ailier                 | Craig Green, John Kirwan, Terry Wright                          |
| Arrières   | Arrière                | Kieran Crowley, John Gallagher                                  |

## Poule D

### Écosse
| Entraîneur | Entraîneur             | Derrick Grant                               |
| Avants     | Pilier                 | David Sole, Norman Rowan, Iain Milne        |
| Avants     | Talonneur              | Colin Deans (capitaine)                     |
| Avants     | Deuxième ligne         | Alan Tomes, Jeremy Campbell-Lamerton        |
| Avants     | Troisième ligne aile   | Finlay Calder, John Jeffrey, Derek Turnbull |
| Avants     | Troisième ligne centre | Derek White, Iain Paxton                    |
| Arrières   | Demi de mêlée          | Roid Laidlaw, Greig Oliver                  |
| Arrières   | Demi d'ouverture       | John Rutherford, Richard Cramb              |
| Arrières   | Centre                 | Scott Hastings, Keith Robertson, Alan Tait  |
| Arrières   | Ailier                 | Douglas Wyllie, Matt Duncan, Iwan Tukalo    |
| Arrières   | Arrière                | Gavin Hastings                              |

### France
Les noms des joueurs ci-dessous en gras indiquent les joueurs qui ont commencé la finale.
| Entraîneur | Entraîneur             | Jacques Fouroux                                                                             |
| Avants     | Pilier                 | Pascal Ondarts, Jean-Pierre Garuet, Jean-Louis Tolot et Louis Armary                        |
| Avants     | Talonneur              | Daniel Dubroca (capitaine) et Philippe Dintrans                                             |
| Avants     | Deuxième ligne         | Alain Lorieux, Jean Condom et Francis Haget                                                 |
| Avants     | Troisième ligne aile   | Éric Champ, Dominique Erbani et Jean-Luc Joinel                                             |
| Avants     | Troisième ligne centre | Laurent Rodriguez                                                                           |
| Arrières   | Demi de mêlée          | Pierre Berbizier et Rodolphe Modin                                                          |
| Arrières   | Demi d'ouverture       | Franck Mesnel, Guy Laporte et Alain Carminati                                               |
| Arrières   | Centre                 | Philippe Sella, Denis Charvet et Éric Bonneval                                              |
| Arrières   | Ailier                 | Patrice Lagisquet, Didier Camberabero, Patrick Estève, Jean-Baptiste Lafond et Marc Andrieu |
| Arrières   | Arrière                | Serge Blanco                                                                                |

### Roumanie
| Entraîneur | Entraîneur             | Mihai Naca                                                               |
| Avants     | Pilier                 | Ion Bucan, Gheorghe Leonte, Florea Opriș, Vasile Pascu                   |
| Avants     | Talonneur              | Emilian Grigore, Vasile Ilcă                                             |
| Avants     | Deuxième ligne         | Laurențiu Constantin, Gheorghe Dumitru, Cristian Raducanu, Nicolae Vereș |
| Avants     | Troisième ligne aile   | Hari Dumitras, Florică Murariu                                           |
| Avants     | Troisième ligne centre | Emilian Necula, Ștefan Constantin                                        |
| Arrières   | Demi de mêlée          | Mircea Paraschiv (c), Teodor Coman                                       |
| Arrières   | Demi d'ouverture       | Dumitru Alexandru, Romeo Bezușcu                                         |
| Arrières   | Centre                 | Vasile David, Adrian Lungu, Adrian Tinca, Ștefan Tofan                   |
| Arrières   | Ailier                 | Liviu Hodorcă, Adrian Pllotschi, Marcel Toader                           |
| Arrières   | Arrière                | Vasile Ion, Alexandru Marin                                              |

### Zimbabwe
| Entraîneur | Entraîneur             | Brian Murphy                                                     |
| Avants     | Pilier                 | George Elcome, Alex Nicholls, Andy Tucker                        |
| Avants     | Talonneur              | Keith Bell, Lance Bray                                           |
| Avants     | Deuxième ligne         | Jumbo Davidson, Neville Kloppers, Michael Martin, Malcolm Sawyer |
| Avants     | Troisième ligne aile   | Errol Bredenkamp, Dirk Buitendag, Rod Gray                       |
| Avants     | Troisième ligne centre | Mark Neill                                                       |
| Arrières   | Demi de mêlée          | Malcolm Jellicoe (c)                                             |
| Arrières   | Demi d'ouverture       | Craig Brown, Marthinus Grobler                                   |
| Arrières   | Centre                 | Andre Buitendag, Campbell Graham, Richard Tsimba                 |
| Arrières   | Ailier                 | Eric Barrett, Shawn Graham, Pete Kaulback                        |
| Arrières   | Arrière                | Kenyon Ziehl, Andy Ferreira                                      |